# Mikel Landa
Mikel Landa Meana (* 13. prosince 1989) je španělský profesionální silniční cyklista jezdící za UCI WorldTeam Soudal–Quick-Step.

## Kariéra
Narodil se ve vesnici Murgia v severošpanělské provincii Álava. Začínal v týmu Orbea Continental a později závodil za Euskaltel–Euskadi (2011–2013), Astana Team (2014–2015), Team Sky (2016–2017) a Movistar Team (od 2018). V roce 2014 se účastnil závodu Giro d'Italia a o rok později opět. Právě v roce 2015 dojel na třetím místě. V roce 2017 skončil čtvrtý a o rok později sedmý na Tour de France.

## Hlavní výsledky
2010
Tour de l'Avenir
5. místo celkově
Ronde de l'Isard
10. místo celkově
2011
Vuelta a Burgos
 vítěz vrchařské soutěže
vítěz 5. etapy
2012
2. místo GP Miguel Induráin
Vuelta a la Comunidad de Madrid
7. místo celkově
7. místo Vuelta a La Rioja
2013
Vuelta a Asturias
2. místo celkově
 vítěz bodovací soutěže
2. místo Vuelta a la Comunidad de Madrid
Vuelta a Burgos
6. místo celkově
6. místo Clásica de San Sebastián
2014
Giro del Trentino
10. místo celkově
vítěz 4. etapy
2015
Vuelta a España
vítěz 11. etapy
 cena bojovnosti po 11. etapě
Kolem Baskicka
vítěz 5. etapy
Vuelta a Burgos
vítěz 2. etapy (TTT)
Giro del Trentino
2. místo celkově
Giro d'Italia
3. místo celkově
vítěz etap 15 a 16
2016
Giro del Trentino
 celkový vítěz
 vítěz vrchařské soutěže
vítěz 2. etapy
Kolem Baskicka
vítěz 3. etapy
2017
Vuelta a Burgos
 celkový vítěz
 vítěz bodovací soutěže
 vítěz vrchařské soutěže
vítěz etap 1 a 3
Giro d'Italia
 vítěz vrchařské soutěže
vítěz 19. etapy
Národní šampionát
2. místo časovka
Tour de France
4. místo celkově
Tour of the Alps
5. místo celkově
5. místo Clásica de San Sebastián
Vuelta a Andalucía
6. místo celkově
2018
Kolem Baskicka
2. místo celkově
Tirreno–Adriatico
6. místo celkově
vítěz 4. etapy
Vuelta a Andalucía
6. místo celkově
Tour de France
7. místo celkově
 cena bojovnosti v 19. etapě
2019
Settimana Internazionale di Coppi e Bartali
4. místo celkově
vítěz 2. etapy
Giro d'Italia
4. místo celkově
Tour de France
6. místo celkově
 cena bojovnosti v 15. etapě
Kolem Baskicka
7. místo celkově
7. místo Lutych–Bastogne–Lutych
2020
Vuelta a Burgos
2. místo celkově
 vítěz bodovací soutěže
Vuelta a Andalucía
3. místo celkově
Tour de France
4. místo celkově
2021
Vuelta a Burgos
 celkový vítěz
Tirreno–Adriatico
3. místo celkově
3. místo GP Industria & Artigianato di Larciano
6. místo Trofeo Laigueglia
Kolem Baskicka
8. místo celkově
2022
Giro d'Italia
3. místo celkově
Tirreno–Adriatico
3. místo celkově
Giro di Lombardia
3. místo celkově
Vuelta a España
 cena bojovnosti po 8. etapě
2023
Kolem Baskicka
2. místo celkově
Vuelta a Andalucía
2. místo celkově
Valonský šíp
3. místo celkově
Vuelta a España
5. místo celkově
 cena bojovnosti po 6. etapě
Volta a Catalunya
5. místo celkově
Tirreno–Adriatico
7. místo celkově
Volta a la Comunitat Valenciana
7. místo celkově
2024
Národní šampionát
5. místo silniční závod
Volta a Catalunya
2. místo celkově
Tour de France
5. místo celkově
Critérium du Dauphiné
10. místo celkově

#### Výsledky na etapových závodech
| Výsledky na Grand Tours        |                                  |                                  |                                  |                                  |                                  |                                  |                                  |                                  |                                  |                                  |                                  |                                  |                                  |
| Grand Tour                     | 2012                             | 2013                             | 2014                             | 2015                             | 2016                             | 2017                             | 2018                             | 2019                             | 2020                             | 2021                             | 2022                             | 2023                             | 2024                             |
| Giro d'Italia                  | —                                | —                                | 34                               | 3                                | DNF                              | 17                               | —                                | 4                                | —                                | DNF                              | 3                                | —                                | —                                |
| Tour de France                 | —                                | —                                | —                                | —                                | 35                               | 4                                | 7                                | 6                                | 4                                | —                                | —                                | 19                               | 5                                |
| Vuelta a España                | 69                               | 39                               | 28                               | 25                               | —                                | —                                | —                                | —                                | —                                | DNF                              | 15                               | 5                                |                                  |
| Výsledky na etapových závodech |                                  |                                  |                                  |                                  |                                  |                                  |                                  |                                  |                                  |                                  |                                  |                                  |                                  |
| Závod                          | 2012                             | 2013                             | 2014                             | 2015                             | 2016                             | 2017                             | 2018                             | 2019                             | 2020                             | 2021                             | 2022                             | 2023                             | 2024                             |
| Paříž–Nice                     | Nezúčastnil se během své kariéry | Nezúčastnil se během své kariéry | Nezúčastnil se během své kariéry | Nezúčastnil se během své kariéry | Nezúčastnil se během své kariéry | Nezúčastnil se během své kariéry | Nezúčastnil se během své kariéry | Nezúčastnil se během své kariéry | Nezúčastnil se během své kariéry | Nezúčastnil se během své kariéry | Nezúčastnil se během své kariéry | Nezúčastnil se během své kariéry | Nezúčastnil se během své kariéry |
| Tirreno–Adriatico              | 80                               | —                                | —                                | —                                | —                                | 31                               | 6                                | —                                | —                                | 3                                | 3                                | 7                                | —                                |
| Volta a Catalunya              | —                                | 33                               | 36                               | 47                               | —                                | DNF                              | —                                | —                                | NS                               | —                                | —                                | 5                                | 2                                |
| Kolem Baskicka                 | —                                | DNF                              | 14                               | 22                               | 12                               | —                                | 2                                | 7                                | NS                               | 8                                | —                                | 2                                | DNF                              |
| Tour de Romandie               | 35                               | 78                               | —                                | —                                | —                                | —                                | —                                | —                                | NS                               | —                                | —                                | —                                | —                                |
| Critérium du Dauphiné          | 83                               | —                                | —                                | —                                | 12                               | —                                | —                                | —                                | 18                               | —                                | —                                | 22                               | 10                               |
| Tour de Suisse                 | —                                | —                                | —                                | —                                | —                                | —                                | 16                               | —                                | NS                               | —                                | —                                | —                                | —                                |

| —   | Nezúčastnil se |
| DNF | Nedokončil     |
| NS  | Nekonalo se    |
| JS  | Jede se        |